# Omar Mendiburu
Omar Mendiburu (* 24. April 1960 in Mexiko-Stadt; † 7. März 2025 ebenda) war ein mexikanischer Fußballspieler auf der Position eines Stürmers.

## Laufbahn
Mendiburu kam 1972 in den Nachwuchsbereich des CD Cruz Azul, bei dem er 1978 auch seinen ersten Profivertrag erhielt. In den folgenden drei Spielzeiten mit den Cementeros wurde Mendiburu zweimal in Folge Meister und anschließend noch einmal Vizemeister der mexikanischen Primera División. 
1981 wechselte Mendiburu zum CD Coyotes Neza und zwei Jahre später zum CF Oaxtepec, für den er in dessen letzter Erstliga-Saison 1983/84 spielte und am 12. Mai 1984 das letzte Erstligator des Vereins im eigenen Estadio Unidad Deportiva del IMSS zum 1:0-Sieg gegen den Club Universidad de Guadalajara erzielte. Die beiden folgenden Spielzeiten 1984/85 und 1985/86 verbrachte er bei den UANL Tigres, zu denen er nach einem zweijährigen Gastspiel beim Puebla FC, mit dem er 1988 zum Abschluss die Copa México gewann, noch einmal für die Saison 1988/89 zurückkehrte. Seine letzte Saison 1989/90 als Profi verbrachte er in den Reihen des Tampico-Madero FC.

## Erfolge
- Mexikanischer Meister: 1979 und 1980
- Mexikanischer Vizemeister: 1981
- Mexikanischer Pokalsieger: 1988